# Lamazière-Basse
Cet article possède un paronyme, voir Lamazière.
Lamazière-Basse (La Masiera Bassa en occitan) est une commune française située dans le département de la Corrèze en région Nouvelle-Aquitaine.
Ses habitants sont appelés les Mazièrois.

## Géographie
Lamazière-Basse est une commune  comprenant environ 300 habitants. Elle est située dans le département de la Corrèze, dans le canton de Neuvic et l'arrondissement d'Ussel dont elle est séparée de 32 km.

### Communes limitrophes
Les communes limitrophes sont  Darnets, Lapleau, Moustier-Ventadour, Neuvic, Palisse, Saint-Hilaire-Foissac, Saint-Hilaire-Luc et Saint-Pantaléon-de-Lapleau.
Elle est entourée des agglomérations de Saint-Hilaire-Luc, (2,93 km) - Palisse, [5,67 km) - Moustier-Ventadour, (5,87 km) - Saint-Hilaire-Foissac, (5,97 km) - Saint-Pantaléon-de-Lapleau, (6,17 km).
La commune de Lamazière-Basse ne doit pas être confondue avec la commune de Lamazière-Haute, située à environ 56 km, en Corrèze, dans la canton d'Eygurande, à proximité du département de la Creuse.
La commune s'étend sur 4400 hectares, avec une quarantaine de hameaux, sur une longueur de quelque douze kilomètres, à une altitude entre 345 m et 648 m. Elle est majoritairement recouverte de forêts de feuillus et de conifères. On pratique dans la commune l'élevage de bovins, de caprins et de chevaux de selle et de trait, ainsi que l'apiculture. On y cultive des plantes rares et aromatiques ainsi que la polyculture traditionnelle Les pêcheurs apprécient la rivière la Luzège en provenance du plateau de Millevaches et son affluent le Vianon qui prend sa source à Saint-Angel. Ces rivières bordent la périphérie de Lamazière-Basse et aboutissent au barrage de l'Aigle.

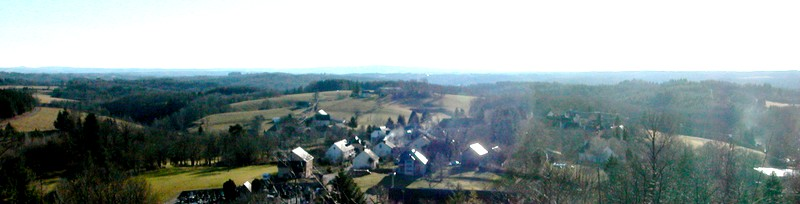
Vue du village de Lamazière-Basse depuis les hauteurs.

### Climat
Pour des articles plus généraux, voir Climat de la Nouvelle-Aquitaine et Climat de la Corrèze.
Historiquement, la commune est exposée à un climat montagnard.  
En 2020, Météo-France publie une typologie des climats de la France métropolitaine dans laquelle la commune est exposée à un climat de montagne et est dans la région climatique  Ouest et nord-ouest du Massif Central, caractérisée par une pluviométrie annuelle de 900 à 1 500 mm, maximale en automne et en hiver.
Pour la période 1971-2000, la température annuelle moyenne est de 10 °C, avec  une amplitude thermique annuelle de 15,1 °C. Le cumul annuel moyen de précipitations est de 1 271 mm, avec 14,6 jours de précipitations en janvier et 8,2 jours en juillet. Pour la période 1991-2020, la température moyenne annuelle observée sur la station météorologique la plus proche, située sur la commune de Neuvic à 8 km à vol d'oiseau, est de 10,6 °C et le cumul annuel moyen de précipitations est de 1 173,4 mm,. Pour l'avenir, les paramètres climatiques de la commune estimés pour 2050 selon différents scénarios d’émission de gaz à effet de serre sont consultables sur un site dédié publié par Météo-France en novembre 2022.

## Urbanisme

### Typologie
Au 1er janvier 2024, Lamazière-Basse est catégorisée commune rurale à habitat très dispersé, selon la nouvelle grille communale de densité à 7 niveaux définie par l'Insee en 2022.
Elle est située hors unité urbaine et hors attraction des villes,.

### Occupation des sols
L'occupation des sols de la commune, telle qu'elle ressort de la base de données européenne d’occupation biophysique des sols Corine Land Cover (CLC), est marquée par l'importance des forêts et milieux semi-naturels (73,4 % en 2018), en diminution par rapport à 1990 (74,5 %). La répartition détaillée en 2018 est la suivante : 
forêts (73,4 %), prairies (20,4 %), zones agricoles hétérogènes (5,4 %), terres arables (0,8 %).
L'évolution de l’occupation des sols de la commune et de ses infrastructures peut être observée sur les différentes représentations cartographiques du territoire : la carte de Cassini (XVIIIe siècle), la carte d'état-major (1820-1866) et les cartes ou photos aériennes de l'IGN pour la période actuelle (1950 à aujourd'hui).

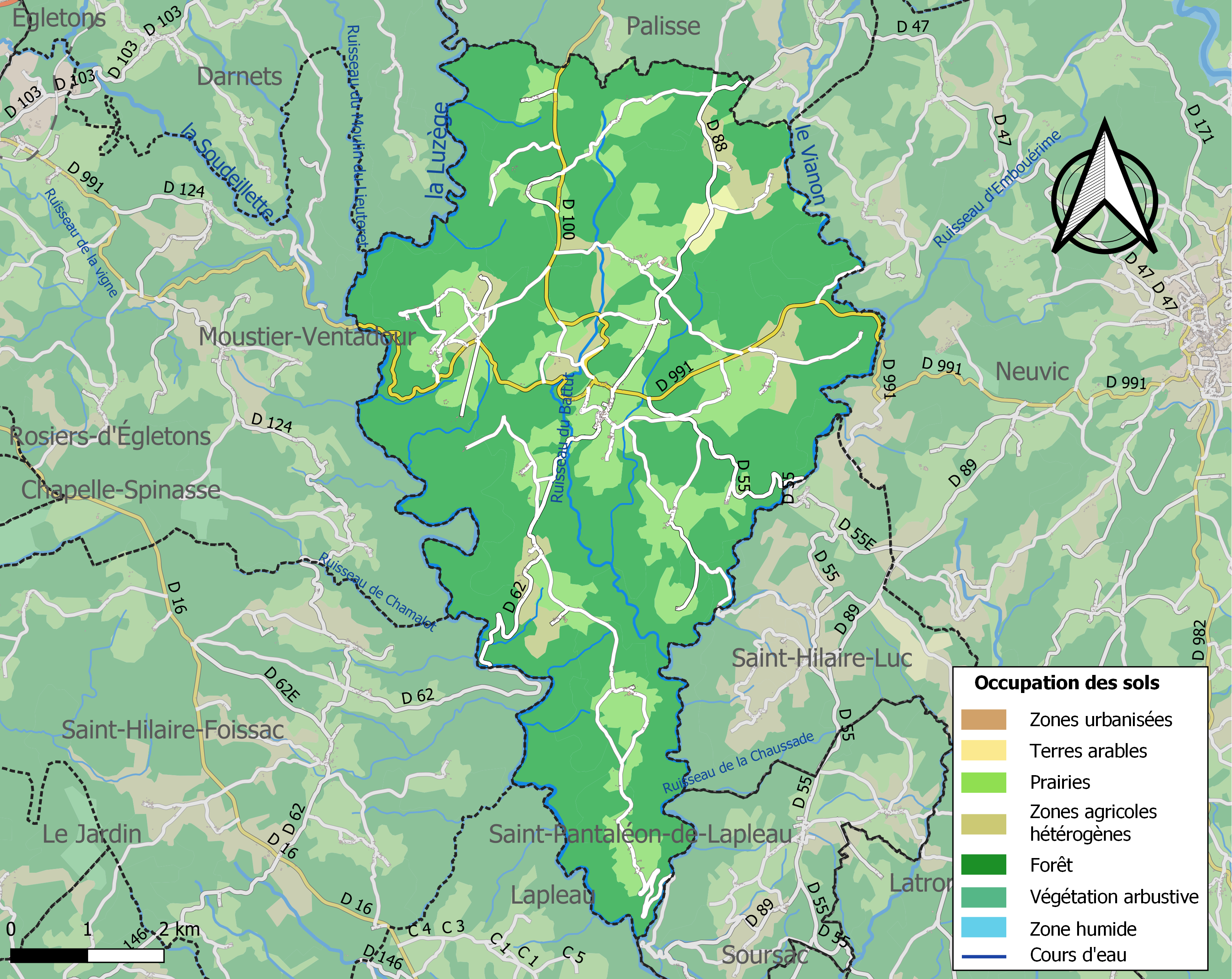
Carte des infrastructures et de l'occupation des sols de la commune en 2018 (CLC).

### Risques majeurs
Le territoire de la commune de Lamazière-Basse est vulnérable à différents aléas naturels : météorologiques (tempête, orage, neige, grand froid, canicule ou sécheresse), feux de forêts et séisme (sismicité très faible). Il est également exposé à un risque particulier : le risque de radon. Un site publié par le BRGM permet d'évaluer simplement et rapidement les risques d'un bien localisé soit par son adresse soit par le numéro de sa parcelle.

#### Risques naturels

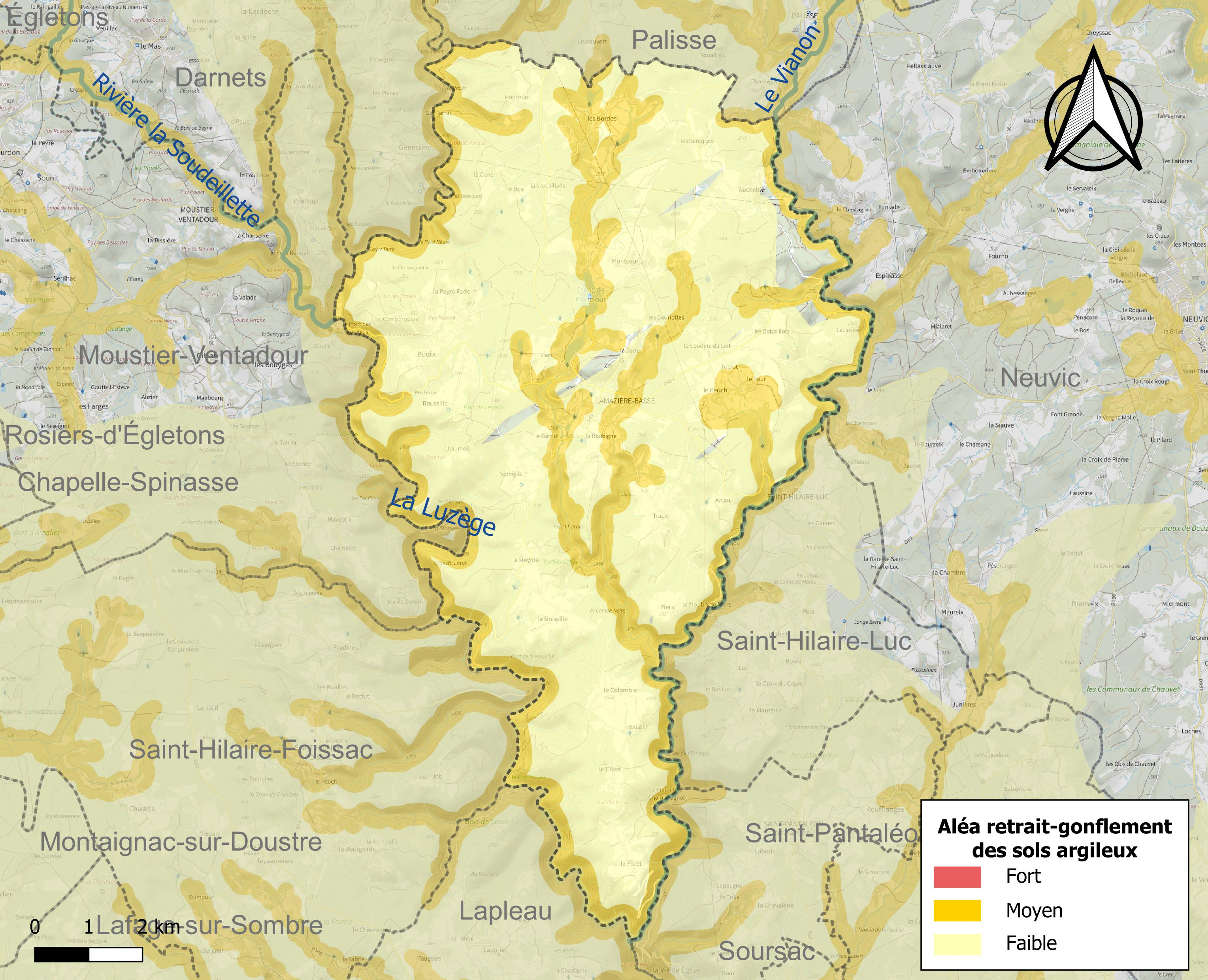
Carte des zones d'aléa retrait-gonflement des sols argileux de Lamazière-Basse.

Le retrait-gonflement des sols argileux est susceptible d'engendrer des dommages importants aux bâtiments en cas d’alternance de périodes de sécheresse et de pluie. 28,7 % de la superficie communale est en aléa moyen ou fort (26,8 % au niveau départemental et 48,5 % au niveau national). Sur les 296 bâtiments dénombrés sur la commune en 2019,  36 sont en aléa moyen ou fort, soit 12 %, à comparer aux 36 % au niveau départemental et 54 % au niveau national. Une cartographie de l'exposition du territoire national au retrait gonflement des sols argileux est disponible sur le site du BRGM,.
Concernant les feux de forêt, aucun plan de prévention des risques incendie de forêt (PPRIF) n’a été établi en Corrèze, néanmoins le code de l’urbanisme impose la prise en compte des risques dans les documents d’urbanisme. Le périmètre des servitudes d'utilité publique et des zones d'obligation légale de débroussaillement pour les particuliers est quant à lui défini pour la commune dans une carte dédiée. 

#### Risque particulier
Dans plusieurs parties du territoire national, le radon, accumulé dans certains logements ou autres locaux, peut constituer une source significative d’exposition de la population aux rayonnements ionisants. Certaines communes du département sont concernées par le risque radon à un niveau plus ou moins élevé. Selon la classification de 2018, la commune de Lamazière-Basse est classée en zone 3, à savoir zone à potentiel radon significatif. 

## Hameaux
L'agglomération de Lamazière-Basse est répartie sur 44 km2 entre de nombreux hameaux :
- Arcan - Auchebiel - le Ballul - le Bois noir - les Bordes - le Bos - Bouix - les Chabanes - Chardaire - la Châtaigneraie - Chaumeil - Cireyjol - Colombier - Combe - Combe noire - le Coudert - les Farges - la Forêt - le Four - la Gane - le Gouffrat - la Jotte - Lachaud - Lausine - Liot - la Meynie - Montsour - le Moulin du Peuch - la Noaïlle - le Peuch - Peyrefac - les Plaines - Pommiers - Rouligne - Roussel - Roussille (ancienne seigneurie de Scorailles) - la Serre, Tilivet - Traux - le Verdier - Verviolles - Viers.

## Économie
L'économie de Lamazière-Basse est principalement axée sur l'exploitation forestière et sur l'élevage et l'agriculture.

## Communauté de communes
Lamazière-Basse appartient à la communauté de communes des Gorges de la Haute Dordogne dont le siège est fixé à Neuvic.
Outre Lamazière-Basse, appartiennent à cette communauté pour une population d'environ 5 000 habitants :
- Chirac-Bellevue - Latronche - Liginiac - Neuvic - Palisse - Roche-le-Peyroux - Saint-Étienne-la-Geneste - Saint-Hilaire-Luc - Saint-Pantaléon-de-Lapleau - Sainte-Marie-Lapanouze - Sérandon - Soursac.

## Histoire
La famille de Scorailles possédait, dans la paroisse de Lamazière-Basse, la seigneurie et le château de Roussille du XIVe au début du XVIIe siècle, aujourd'hui disparu et remplacé par un château du XIXe siècle.

## Politique et administration
| Période      | Période      | Identité                     | Étiquette     | Qualité                    |
| ------------ | ------------ | ---------------------------- | ------------- | -------------------------- |
| 1944         | 1964         | Jean Marie Serre (1899-1964) | PCF           |                            |
| mars 2001    | mars 2008    | René Prach                   | SE            | .                          |
| mars 2008    | mars 2014    | Jean-Paul Valentin           | Apparenté PCF |                            |
| mars 2014    | juillet 2020 | Alain Guéguen                |               | Retraité                   |
| juillet 2020 | En cours     | Jean-Pierre Delbègue         |               | Retraité de l'enseignement |

## Démographie
L'évolution du nombre d'habitants est connue à travers les recensements de la population effectués dans la commune depuis 1793. Pour les communes de moins de 10 000 habitants, une enquête de recensement portant sur toute la population est réalisée tous les cinq ans, les populations de référence des années intermédiaires étant quant à elles estimées par interpolation ou extrapolation. Pour la commune, le premier recensement exhaustif entrant dans le cadre du nouveau dispositif a été réalisé en 2006.

En 2022, la commune comptait 281 habitants, en évolution de −6,33 % par rapport à 2016 (Corrèze : −0,59 %, France hors Mayotte : +2,11 %).
| 1793  | 1800  | 1806  | 1821  | 1831  | 1836  | 1841  | 1846  | 1851  |
| ----- | ----- | ----- | ----- | ----- | ----- | ----- | ----- | ----- |
| 1 055 | 1 192 | 1 169 | 1 280 | 1 549 | 1 688 | 1 705 | 1 864 | 1 984 |

| 1856  | 1861  | 1866  | 1872  | 1876  | 1881  | 1886  | 1891  | 1896  |
| ----- | ----- | ----- | ----- | ----- | ----- | ----- | ----- | ----- |
| 1 809 | 1 739 | 1 701 | 1 544 | 1 654 | 1 525 | 1 660 | 1 629 | 1 574 |

| 1901  | 1906  | 1911  | 1921  | 1926  | 1931  | 1936  | 1946 | 1954 |
| ----- | ----- | ----- | ----- | ----- | ----- | ----- | ---- | ---- |
| 1 620 | 1 573 | 1 517 | 1 170 | 1 228 | 1 209 | 1 055 | 739  | 583  |

| 1962 | 1968 | 1975 | 1982 | 1990 | 1999 | 2006 | 2011 | 2016 |
| ---- | ---- | ---- | ---- | ---- | ---- | ---- | ---- | ---- |
| 508  | 422  | 355  | 350  | 326  | 286  | 275  | 303  | 300  |

| 2021 | 2022 | - | - | - | - | - | - | - |
| ---- | ---- | - | - | - | - | - | - | - |
| 286  | 281  | - | - | - | - | - | - | - |

## Lieux et monuments
- L'église Saint-Barthélemy de Lamazière-Basse, XIIIe siècle, est inscrit monument historique en 1971[25]. Elle se distingue par son clocher à peigne. La chaire et la table de communion du XVIIe siècle ont fait l'objet d'une dotation de la duchesse de Fontanges.
- La duchesse de Fontanges fit dessiner les jardins du château de Roussille par André Le Nôtre.

## Personnalités liées à la commune
- La duchesse de Fontanges (1661-1681), descendante de la famille de Scorailles (seigneurie de Roussille).
- Raoul Calary de Lamazière, (1879-1932, (fils aîné d'Émile Calary de Lamazière, châtelain de Roussille), député de la Gauche Républicaine sous la République.
- Simonne Calary de Lamazière, (1906-2003), descendante de la famille Calary, originaire de Lamazière-Basse, épouse du maréchal de Lattre de Tassigny (1889-1952).
- Justin Luquot, homme politique, député de Gironde de 1932 à 1941 et né à Lamazière-Basse.
- François Chassagnite, musicien de jazz, né à Lamazière-Basse en 1955.
- Frederick Forsyth, écrivain anglais, y a passé des vacances d'été dans sa jeunesse.

## Héraldique
| Blason de Lamazière-Basse | Blason  | D'azur à trois bandes d'or. |
| Blason de Lamazière-Basse | Détails | La commune a adopté les armoiries de la seigneurie médiévale de Roussille (famille de Scorailles). Le statut officiel du blason reste à déterminer. |